# Don't Stand So Close to Me
"Don't Stand So Close to Me" is een nummer van de Britse band The Police. Het nummer verscheen op hun album Zenyatta Mondatta uit 1980. Op 19 september van dat jaar werd het nummer eerst in Europa uitgebracht als de eerste single van het album. Op 21 oktober volgden Australië, Nieuw-Zeeland, Japan, de VS en Canada.

## Achtergrond
"Don't Stand So Close to Me" is geschreven door frontman Sting en geproduceerd door alle bandleden in samenwerking met Nigel Gray. De tekst gaat over de gevoelens die een vrouwelijke student en haar docent voor elkaar hebben, en over de ongepastheid die hierbij hoort. De regel "Just like the old man in that book by Nabokov" (Net als die oude man in dat boek van Nabokov) verwijst naar de roman Lolita van Vladimir Nabokov, dat een gelijkwaardig thema heeft.
Voordat Sting bij The Police ging spelen, was hij ook docent. In een interview uit 1981 vertelde hij over "Don't Stand So Close to Me": "Ik wilde een nummer schrijven over seksualiteit in het klaslokaal. Ik was aan het oefenen voor leraar op de middelbare school en kende 15-jarige meisjes die mij leuk vonden - en ik vond hen ook leuk! Hoe ik mijn handen van hen af heb kunnen houden weet ik niet... Daarnaast was er mijn liefde voor Lolita, een geweldige roman. Maar ik zocht achttien maanden naar de sleutel, en daar was hij dan. Dat opende de deuren en alles kwam eruit: de docent, de open bladzijde, de maagd, de verkrachting in de auto, ontslagen worden, Nabokov, dat alles." In een interview uit 1993 voegde hij hieraan toe: "Je moet onthouden dat we destijds blonde seksbommen waren en dat onze meeste fans jonge meisjes waren, dus begon ik een beetje met een rollenspel." In een interview uit 2001 ontkende hij dat het nummer autobiografisch is.
"Don't Stand So Close to Me" werd de derde nummer 1-hit van The Police in thuisland het Verenigd Koninkrijk en werd tevens de bestverkochte single van 1980. In de Verenigde Staten kwam de plaat tot de 10e positie in de Billboard Hot 100. Ook in Australië en Canada werd de plaat een top 10-hit.
In Nederland was de plaat op donderdag 18 september 1980 TROS Paradeplaat en een dag later Veronica Alarmschijf op Hilversum 3 en werd een gigantische hit in de destijds drie landelijke hitlijsten op de nationale publieke popzender. De plaat bereikte de 3e positie in zowel de Nederlandse Top 40 als de Nationale Hitparade. In de TROS Top 50 werd de 4e positie bereikt. In de Europese hitlijst op Hilversum 3, de TROS Europarade, werd de 3e positie bereikt.
In België bereikte de single de 5e positie in de Vlaamse Radio 2 Top 30 en de 8e positie in de voorloper van de Vlaamse Ultratop 50. In Wallonië werd géén notering behaald.
In 1982 ontving de band een Grammy Award voor de plaat in de categorie Best Rock Performance by a Duo or Group with Vocal. In 1984 werd Sting gevraagd om de achtergrondzang te verzorgen op het nummer "Money for Nothing" van Dire Straits. Hij gebruikte echter de melodie van "Don't Stand So Close to Me" in de regel "I want my MTV". Na een rechtszaak werd de naam van Sting toegevoegd als de co-schrijver van het nummer, naast Mark Knopfler.
In 1986 nam The Police "Don't Stand So Close to Me" opnieuw op voor hun verzamelalbum Every Breath You Take: The Singles. Het werd uiteindelijk uitgebracht onder de titel "Don't Stand So Close to Me '86" en werd uitgebracht als single. In thuisland het Verenigd Koninkrijk kwam de single tot de 24e positie in de UK Singles Chart, terwijl in de Verenigde Staten de 46e positie in de Billboard Hot 100 werd bereikt.
In Nederland kwam deze versie in de destijds twee landelijke hitlijsten op de nationale publieke popzender Radio 3 tot de 20e positie in de Nederlandse Top 40 en de 19e positie in de Nationale Hitparade. In de Europese hitlijst op Radio 3, de TROS Europarade, behaalde deze versie géén notering.
In België bereikte deze versie de 21e positie in zowel de Vlaamse  Radio 2 Top 30 als de voorloper van de Vlaamse Ultratop 50. In Wallonië behaalde ook deze versie géén notering.
Aangezien de band al uit elkaar was toen Don't Stand So Close To Me'86 werd uitgebracht, is dit, naast de pas in 1995 uitgebrachte heropname van "De Do Do Do, De Da Da Da", de laatste studio-opname van The Police.

## Hitnoteringen

### Don't Stand So Close to Me

#### Nederlandse Top 40
Veronica Alarmschijf Hilversum 3 19-09-1980.
| Hitnotering: 27-09-1980 t/m 06-12-1980 | Hitnotering: 27-09-1980 t/m 06-12-1980 | Hitnotering: 27-09-1980 t/m 06-12-1980 | Hitnotering: 27-09-1980 t/m 06-12-1980 | Hitnotering: 27-09-1980 t/m 06-12-1980 | Hitnotering: 27-09-1980 t/m 06-12-1980 | Hitnotering: 27-09-1980 t/m 06-12-1980 | Hitnotering: 27-09-1980 t/m 06-12-1980 | Hitnotering: 27-09-1980 t/m 06-12-1980 | Hitnotering: 27-09-1980 t/m 06-12-1980 | Hitnotering: 27-09-1980 t/m 06-12-1980 | Hitnotering: 27-09-1980 t/m 06-12-1980 | Hitnotering: 27-09-1980 t/m 06-12-1980 |
| Week                                   | 1                                      | 2                                      | 3                                      | 4                                      | 5                                      | 6                                      | 7                                      | 8                                      | 9                                      | 10                                     | 11                                     |                                        |
| -------------------------------------- | -------------------------------------- | -------------------------------------- | -------------------------------------- | -------------------------------------- | -------------------------------------- | -------------------------------------- | -------------------------------------- | -------------------------------------- | -------------------------------------- | -------------------------------------- | -------------------------------------- | -------------------------------------- |
| Positie                                | 21                                     | 13                                     | 7                                      | 6                                      | 4                                      | 3                                      | 5                                      | 6                                      | 16                                     | 26                                     | 40                                     | uit                                    |

#### Nationale Hitparade
| Hitnotering: 04-10-1980 t/m 13-12-1980 | Hitnotering: 04-10-1980 t/m 13-12-1980 | Hitnotering: 04-10-1980 t/m 13-12-1980 | Hitnotering: 04-10-1980 t/m 13-12-1980 | Hitnotering: 04-10-1980 t/m 13-12-1980 | Hitnotering: 04-10-1980 t/m 13-12-1980 | Hitnotering: 04-10-1980 t/m 13-12-1980 | Hitnotering: 04-10-1980 t/m 13-12-1980 | Hitnotering: 04-10-1980 t/m 13-12-1980 | Hitnotering: 04-10-1980 t/m 13-12-1980 | Hitnotering: 04-10-1980 t/m 13-12-1980 | Hitnotering: 04-10-1980 t/m 13-12-1980 | Hitnotering: 04-10-1980 t/m 13-12-1980 |
| Week                                   | 1                                      | 2                                      | 3                                      | 4                                      | 5                                      | 6                                      | 7                                      | 8                                      | 9                                      | 10                                     | 11                                     |                                        |
| -------------------------------------- | -------------------------------------- | -------------------------------------- | -------------------------------------- | -------------------------------------- | -------------------------------------- | -------------------------------------- | -------------------------------------- | -------------------------------------- | -------------------------------------- | -------------------------------------- | -------------------------------------- | -------------------------------------- |
| Positie                                | 28                                     | 5                                      | 3                                      | 3                                      | 7                                      | 10                                     | 11                                     | 10                                     | 17                                     | 32                                     | 37                                     | uit                                    |

#### TROS Top 50
Hitnotering: 25-08-1980 t/m 04-12-1980. Hoogste notering #4. TROS Paradeplaat Hilversum 3 18-09-1980.

#### TROS Europarade
Hitnotering: 12-10-1980 t/m 05-04-1981. Hoogste notering: #3.

#### NPO Radio 2 Top 2000
| Nummer met noteringen in de NPO Radio 2 Top 2000 | '06  | '07  | '08 | '09  | '10  | '11  | '12  | '13  | '14  | '15  | '16  | '17  | '18  | '19  | '20  | '21  | '22  | '23  |
| ------------------------------------------------ | ---- | ---- | --- | ---- | ---- | ---- | ---- | ---- | ---- | ---- | ---- | ---- | ---- | ---- | ---- | ---- | ---- | ---- |
| Don't Stand So Close to Me                       | 1660 | 1728 | -   | 1417 | 1465 | 1466 | 1451 | 1290 | 1565 | 1687 | 1596 | 1623 | 1763 | 1784 | 1068 | 1630 | 1743 | 1885 |

1. ↑  Een '-' betekent dat het nummer niet was genoteerd en een vetgedrukt getal geeft de hoogste notering aan.
2. ↑  2006 was het eerste jaar met een notering voor dit nummer.
3. ↑  Deze tabel is bijgewerkt tot en met de laatste editie (2024).

### Don't Stand So Close to Me '86

#### Nederlandse Top 40
| Hitnotering: 25-10-1986 t/m 22-11-1986 | Hitnotering: 25-10-1986 t/m 22-11-1986 | Hitnotering: 25-10-1986 t/m 22-11-1986 | Hitnotering: 25-10-1986 t/m 22-11-1986 | Hitnotering: 25-10-1986 t/m 22-11-1986 | Hitnotering: 25-10-1986 t/m 22-11-1986 | Hitnotering: 25-10-1986 t/m 22-11-1986 |
| Week                                   | 1                                      | 2                                      | 3                                      | 4                                      | 5                                      |                                        |
| -------------------------------------- | -------------------------------------- | -------------------------------------- | -------------------------------------- | -------------------------------------- | -------------------------------------- | -------------------------------------- |
| Positie                                | 30                                     | 22                                     | 20                                     | 21                                     | 27                                     | uit                                    |

#### Nationale Hitparade
| Hitnotering: 18-10-1986 t/m 29-11-1986 | Hitnotering: 18-10-1986 t/m 29-11-1986 | Hitnotering: 18-10-1986 t/m 29-11-1986 | Hitnotering: 18-10-1986 t/m 29-11-1986 | Hitnotering: 18-10-1986 t/m 29-11-1986 | Hitnotering: 18-10-1986 t/m 29-11-1986 | Hitnotering: 18-10-1986 t/m 29-11-1986 | Hitnotering: 18-10-1986 t/m 29-11-1986 | Hitnotering: 18-10-1986 t/m 29-11-1986 |
| Week                                   | 1                                      | 2                                      | 3                                      | 4                                      | 5                                      | 6                                      | 7                                      |                                        |
| -------------------------------------- | -------------------------------------- | -------------------------------------- | -------------------------------------- | -------------------------------------- | -------------------------------------- | -------------------------------------- | -------------------------------------- | -------------------------------------- |
| Positie                                | 22                                     | 19                                     | 20                                     | 22                                     | 30                                     | 37                                     | 50                                     | uit                                    |